# Хајланд Хајтс (Охајо)
Хајланд Хајтс (енгл. Highland Heights) град је у америчкој савезној држави Охајо.

## Демографија
По попису из 2010. године број становника је 8.345, што је 263 (3,3%) становника више него 2000. године.
| Група             | 2000.         | 2010.         |
| Белци             | 7.501 (92,8%) | 7.496 (89,8%) |
| Афроамериканци    | 112 (1,4%)    | 155 (1,9%)    |
| Азијати           | 372 (4,6%)    | 483 (5,8%)    |
| Хиспаноамериканци | 36 (0,4%)     | 116 (1,4%)    |
| Укупно            | 8.082         | 8.345         |